# 柯子彰
柯子彰（1910年—2001年），台灣橄欖球運動員，曾在日治時期當選日本國家橄欖球隊的隊長，被日本媒體喻為「橄欖球天才」；大學畢業後曾經服務於滿洲國國有鐵道，戰後則進入臺灣鐵路任職，並於二二八事件後擔任鐵路制度調整委員會委員，以恢復二二八事件前的鐵路營運及秩序，並一生致力於橄欖球推廣。

## 生平
柯子彰生於台北市大橋頭，在家中二男四女排行老大。1918年就讀國小一年級時，舉家隨父親經商遷至福建福州。1923年小學畢業後，回日本京都同志社中學就學，並加入橄欖球隊，協助學校連續三年獲得全國高校冠軍。1929年3月中學畢業後，考入早稻田大學商科，並入選橄欖球隊，擔任右後衛、正鋒的13號位置。
1930年，柯子彰首次當選「全日本代表隊選手」，遠赴加拿大比賽，獲得6勝1和的佳績。大四、大五兩年被選為早稻田大學橄欖球隊隊長，率隊連續兩年力克強敵明治大學而得到全日本大學聯賽冠軍。1934年獲選為日本國家代表隊的隊長，迎戰來訪的澳洲大學橄欖球代表隊，寫下1勝1負的戰績。他連續四年入選關東地區代表隊，參加關東、關西對抗賽，被日本媒體譽為「天才選手」、「台灣來的奇才」。1933年及1934年，更連續兩年榮登新聞媒體選出的「日本風雲人物榜」，可謂實至名歸。早稻田大學特別將橄欖球校隊13號「永久欠番」來表彰柯子彰的貢獻。
二次世界大戰後，柯子彰返回台灣，致力於推動橄欖球運動，並培育後進。
1975年，日本橄欖球協會慶祝橄欖球傳入日本75週年，特別依橄欖球位置選出全日本歷代最傑出15位選手，柯子彰雖然早已不再是日本國民，卻仍然能以13號位置（右後衛、正鋒）上榜，足可見其歷史評價。
柯子彰在早稻田橄欖球隊時與前日本首相森喜朗之父森茂喜為好友，森茂喜過世後，柯子彰曾前往森的故鄉金澤弔唁。柯子彰過世後，森喜朗也來臺親自到柯家慰問。當時陪同森喜朗的臺灣駐日代表羅福全回憶，見到森喜朗帶了一大疊1930年代早大橄欖球隊的舊報紙，敬獻於柯子彰的靈前。:287-289